# Саласар Гутьеррес де Толедо, Педро де
Педро де Саласар Гутьеррес де Толедо (исп. Pedro de Salazar Gutiérrez de Toledo; 11 апреля 1630, Малага, Габсбургская Испания — 15 августа 1706, Кордова, королевство Испания) — испанский кардинал, мерседарий. Генеральный магистр Ордена мерседариев с 1 января 1670 по 1 января 1676. Епископ Саламанки с 8 июня 1681 по 16 сентября 1688. Епископ Кордовы с 16 сентября 1688 по 15 августа 1706. Кардинал-священник с 1 сентября 1686, с титулом церкви Санта-Кроче-ин-Джерусалемме с 14 ноября 1689 по 15 августа 1706.